# Květa Fialová

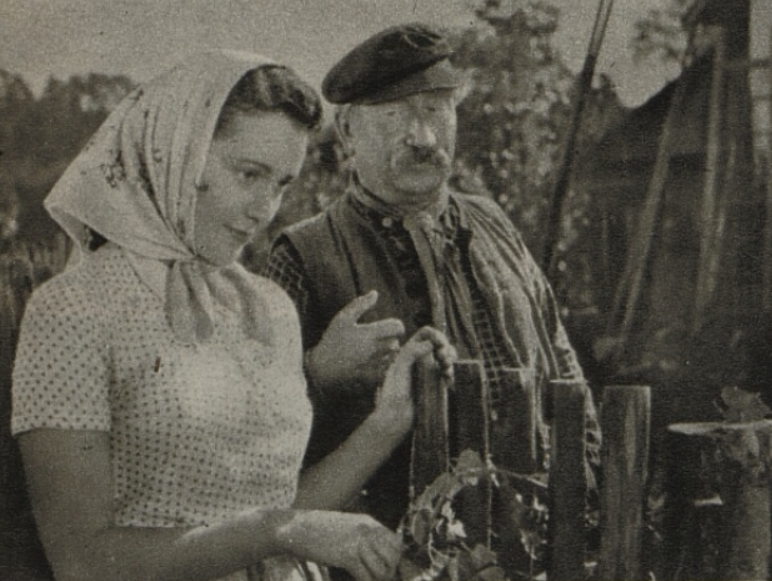
Květa Fialová și (film ', 1952)

Květa Fialová (n. 1 septembrie 1929, Veľké Dravce, Banskobystrický kraj, Slovacia – d. 26 septembrie 2017, Praga, Cehia) a fost o actriță cehă de teatru, film și de de televiziune. A fost soția regizorului Pavel Háša⁠(d).

## Biografie
Květa Fialová s-a născut în 1929 în Veľké Dravce în Slovacia. Mama ei a fost artista și sculptorița Květoslava Fialová, iar tatăl său a fost Vlastimil Fiala venit din Opočnice lângă Poděbrady (Austro-Ungaria), un aviator militar (colonel) și legionar în Rusia  în timpul primului război mondial. Fialová a spus despre părinții ei că „mama a fost budistă, iar tata un evanghelic strict”. Familia a locuit în Slovacia până în 1938, când au fost expulzați după anexarea satului Veľké Dravce de către Ungaria. S-a mutat la Žďár în Police nad Metují și mai târziu la Borohrádek.
La sfârșitul celui de-al doilea război mondial, în mai 1945, Květa Fialová a fost violată de doi soldați ai Armatei Roșii. Mai târziu, ea însăși a asistat la execuția lor de către un pluton de execuție în fața regimentului. În memoriile ei, a afirmat că de atunci s-a opus sexului.
După sfârșitul războiului, ea a  studiat și a absolvit (între 1947–1951) actoria dramatică la Facultatea de Teatru a Academiei de Arte Teatrale Janáček din Brno.  Ea a lucrat în mai multe teatre regionale, în České Těšín (imediat după încheierea războiului înainte de a se alătura JAMU), Opava (1950–1951), České Budějovice (1951–1954), în Köln (1954–1956)  în Martin, Slovacia (1956–1957). Din 1958 a fost în angajată a  Teatrului ABC din Praga, care era condus în aceea perioadă de Jan Werich. După fuziunea Teatrului ABC cu teatrele municipale din Praga (Městská divadla pražská⁠(d))  a lucrat din 1963 până în 1990 și în anii următori ca oaspete permanent.
A debutat în cinematografie în anii 1940 și a jucat numeroase roluri în peste 120 de filme. În mod similar, mai târziu a apărut în producții și seriale de televiziune, dar și la dublaj. Probabil cel mai faimos rol al ei este personajul cântăreței de bar Tornado Lou din parodia Joe Limonadă (titlul original: în cehă Limonádový Joe aneb Koňská opera) (cunoscuta melodie Když v baru houstne dým a fost interpretată de Yvetta Simonová⁠(d)).
Květa Fialová s-a căsătorit pentru prima dată, pentru scurt timp, la vârsta de 21 de ani, cu dramaturgul Jiří Josko (o variantă a numelui ei, Květa Josková, este de asemenea listată în baza de date autorizată a Bibliotecii Naționale a Republicii Cehe). A doua oară, ea a trăit într-o căsătorie, timp de o jumătate de secol, cu regizorul Pavle Háša, până la moartea lui la  5 august 2009. În decembrie 1962, a născut o fiică, Zuzana, care mai târziu i-a născut o nepoată, Dominika.
Religia ei a fost budismul.

## Ultimii ani

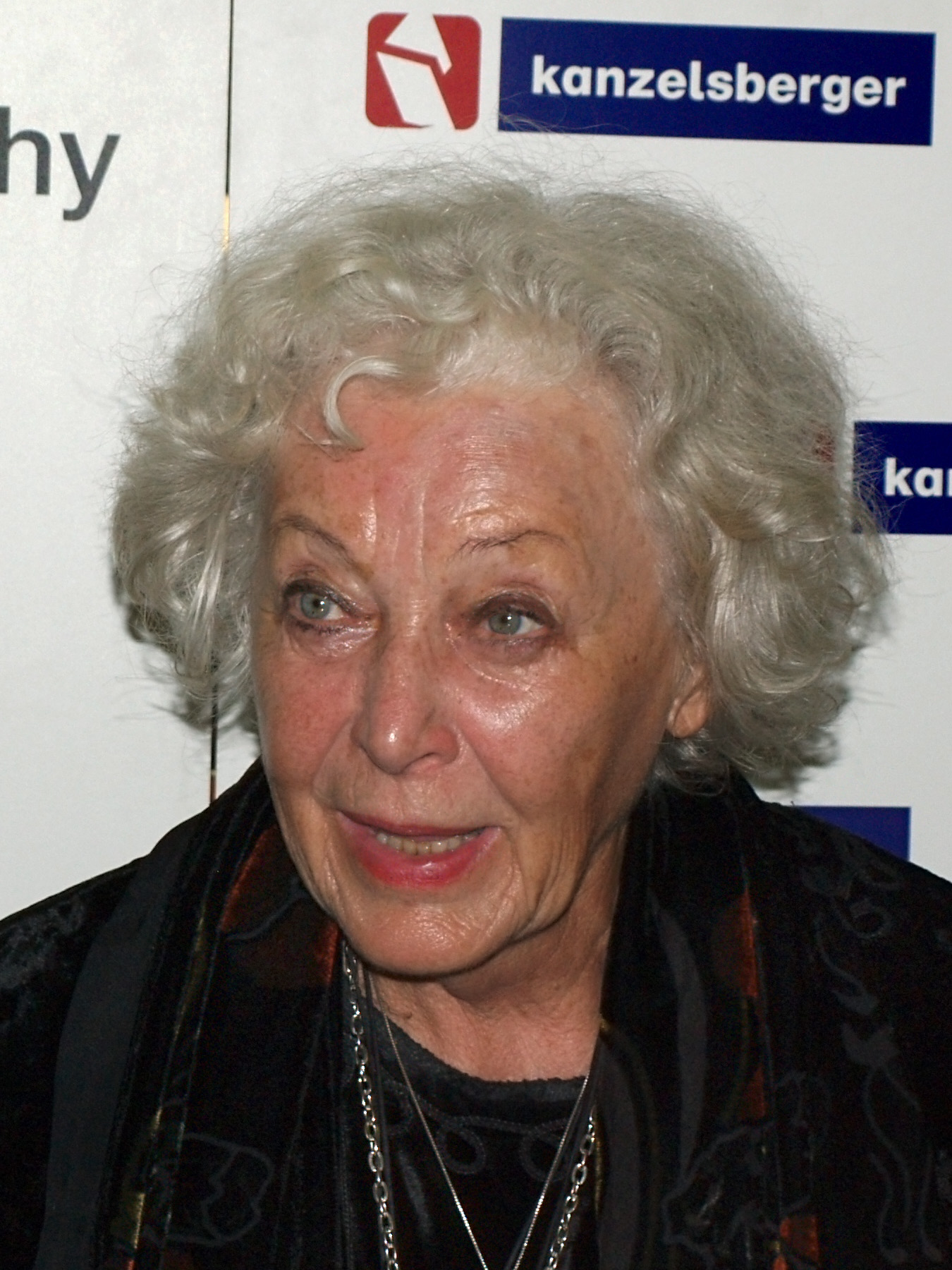
Květa Fialová în 2009

În 2009, în vacanța de vară, a avut probleme cu inima, apoi a suferit o embolie pulmonară, din cauza căreia nu a putut nici măcar să participe la înmormântarea soțului ei, Pavel Háša.
În februarie 2015, a suferit un atac de cord. Din aprilie 2015, ea a locuit în centrul de tratare Alzheimer din Průhonice, Boemia Centrală.  În septembrie 2017, a fost transferată la Spitalul Universitar Thomayer din Praga din cauza unor complicații de sănătate. Ea a murit, ca și soțul ei, de boala Alzheimer,  în dimineața zilei de 26 septembrie 2017, la vârsta de 88 de ani.

## Roluri de teatru (selecție)
- 1948 W. Shakespeare : A douăsprezecea noapte, Viola (alternativ cu Jarmila Lázničková), Teatrul Regional din Brno, regia Milan Pásek⁠(d)
- 1952 M Gorki: Orășeni, Tatiana, Teatrul Regional din České Budějovice, regia Miroslav Macháček
- 1954 A. V. Suchovo-Kobylin: Nunta lui Krečinský, Lidočka, Teatrul Regional Regional din České Budějovice, regia Karel Hlušička⁠(d)
- 1956 J. Drda: Hrátky s čertem, Teofil, Teatrul Regional Municipal Kolín, regia Zdeněk Míka
- 1961 C. Gozzi : Trei portocale, Morgana, Divadlo ABC, regia Miroslav Horníček
- 1963 Galina Morozovová: Krásná neznámá, Doctor, Teatru de Comedie, regia Eva Sadková, 33 de reluări
- 1964 Félicien Marceau: Vajíčko, Charlotte, Teatru de Comedie, regia Ota Ornest, 185 reluări
- 1964 W. Shakespeare: Neguțătorul din Veneția, Jessika, Teatrul de Comedie, regia Karel Svoboda, 35 de reluări
- 1964 J. Brandon–Thomas: Mătușa lui Charley, Amy, Teatrul ABC, regia Ivan Weiss, 248 de reluări
- 1965 František Xaver Svoboda⁠(d): Čekanky, Mína, Teatrul ABC, regia Karel Svoboda, 48  de reluări
- 1966 Dario Fo: Nepokradeš a když, tak ne málo, Prostituată, Teatrul ABC, regia Ivan Weiss, 50  de reluări
- 1966 Alex Coppel: Hraběte jsem zabil já!, Renée, Teatrul ABC, regia František Miška, 66  de reluări
- 1968 David Ellis: Učiň mne vdovou, Vicky, Teatru de Comedie, regia Ladislav Vymětal, 37  de reluări
- 1969 George Feydeau: Postarej se o Amálku! , Irena, Teatrul de Comedie, regia František Miška, 41  de reluări
- 1970 Lev Tolstoi : Anna Karenina, Prințesa de Tver, Teatrul de Cameră, regia Jaromír Pleskot, 45  de reluări
- 1970 František Ferdinand Šamberk, H. Šimáčková: Nezapřeš nikdy ženy své, Erna, Teatrul de Comedie, regia Karel Svoboda, 55  de reluări
- 2010  C. Higgins⁠(d): Harold a Maude, Maude, Teatrul Slovac Uherské Hradiště, regia Igor Stránský
- 2012 Éric-Emmanuel Schmitt: Oscar și Tanti Roz, Tanti Roz, Teatrul Slovac Uherské Hradiště, regia Zoja Mikotová
- 2013 Bengt Ahlfors:Popel a pálenka, Věra Malmgrenová, Teatrul Slovac Uherské Hradiště, regia Igor Stránský

## Filmografie (selecție)
- 1949 Veliká příležitost
- 1951 Štika v rybníce – rol: Lída
- 1952 Plavecký mariáš⁠(d) – rol: Božka
- 1955 Strakonický dudák – role: Bělena
- 1957 Păianjenul de aur (Zlatý pavouk), regia Pavel Blumenfeld – rol: Irena
- 1958 Tenkrát o Vánocích – vesnická dívka
- 1959 Dařbuján a Pandrhola⁠(d) – Marjánka Klofátová
- 1959 Prințesa cu stea în frunte (Princezna se zlatou hvězdou), regia Martin Frič – princezna Florindella
- 1961 Florián – Hladká
- 1961 Kolik slov stačí lásce – Marcela
- 1963 Einstein kontra Babinský – Zdenička
- 1964 Joe Limonadă (Limonádový Joe aneb Koňská opera), regia Oldřich Lipský – Tornado Lou
- 1966 Trenuri bine păzite – contesa
- 1966 Vražda po česku – Alice
- 1966 Ženu ani květinou neuhodíš – intelektuálka Dáša
- 1966 Fantoma din Morrisville (Fantom Morrisvillu), regia Bořivoj Zeman – Clarence
- 1967 Sfârșitul agentului W4C (Konec agenta W4C prostřednictvím psa pana Foustky), regia Václav Vorlíček – Alice
- 1968 Apele primăverii (Jarní vody), regia Václav Krška – Polozovová
- 1968 Objížďka – Anna Floriánová
- 1968 Hříšní lidé města pražského⁠(d) (TV seriál) – Ulrychová (díl Lady McBeth z Vinohrad)
- 1969 Hvězda – Věra
- 1970 Logodnica frumosului dragon (Partie krásného dragouna), regia Jiří Sequens – Dragičová
- 1970 Ďábelské líbánky⁠(d) – redaktorka
- 1971 F. L. Věk⁠(d) (TV seriál)
- 1971 Babička⁠(d) – kněžna Zaháňská⁠(d))
- 1971 Slaměný klobouk – Anais Beauperthuisová
- 1973 Duhový luk⁠(d) (seriál) – Eva
- 1973 Kronika žhavého léta – Erna
- 1974 Muž z Londýna – Sýkorová
- 1976 Léto s kovbojem⁠(d) – Karásková, Bobova matka
- 1977 Nick Carter superdetectiv – hraběnka Thunová
- 1979 Smrť šitá na mieru – Blumová
- 1982 S tebou mě baví svět⁠(d) – babička
- 1983 Samorost – Vanýsková
- 1983 Únosy bez výkupného – Dina Dinstová
- 1985 Já nejsem já – návrhářka
- 1986 Můj hříšný muž – Zdeňkova matka
- 1986 Operace mé dcery – Bahenská
- 1987 Crăiasa zăpezii (Sněhová královna), regia Ladislav Capek
- 1987 Podivná nevěsta
- 1987 Ryba ve čtyřech'
- 1987 Devět kruhů pekla⁠(d)
- 1988 O zrzavé Andule
- 1989 Království stromů
- 1990 Zvonokosy⁠(d)
- 1990 Motýl na anténě
- 1991 Prosím, vaše lordstvo!
- 1991 Něžné hry
- 1992 Ať ten kůň mlčí!
- 1994 Příliš hlučná samota⁠(d) – stará Mančinka
- 1995 Byl jednou jeden polda⁠(d) – stará dáma
- 1996 Jakub a Modřínka
- 1997 Báječná léta pod psa⁠(d) – babička Líba
- 1998 Všichni moji blízcí – stará Silbersteinová
- 2002 Andělská tvář⁠(d) – matka představená
- 2005 Účastníci zájezdu⁠(d) – Šarlota
- 2006 Panic je nanic⁠(d) – Vaškova babička
- 2009 Pamětnice⁠(d) – Viola Vávrová
- 2011 Gorila
- 2012 Vánoční hvězda
- 2012 Definice lásky

## Televiziune
- 1970 Bližní na tapetě (Vecinii pe tapet, serial TV de micro-comedii cu Mici erori judiciare) - rol: prietena mamei lui Chmelařová, colegă de serviciu (povestea a 9-a: Războiul fetelor) (1974: povestea a 13-a: Călătorie către necunoscut)
- 1973 Visul unei nopți de vară (adaptare TV)
- 1974 Bližní na tapetě (adaptare TV) - rol: soția lui Micinka
- 1976 Třicet případů majora Zemana – Cele treizeci de cazuri ale maiorului Zeman - episodul: Dáma s erbem - rol: Anna Horáková (Cathreen von Laubringen)
- 1977 Mamzelle Nitouche (adaptare TV a operetei)
- 1979 Zákon rovnosti (producție TV) - rol: Contesa Tereza
- 1986 Světlo v tmách (comedie TV) - rol: domnișoara Jarmila Plačková (din ciclul: 3x Eduard Bass
- 1988 Druhý dech (serial TV)
- 1992 Náhrdelník (serial TV)
- 1993 Arabela se vrací aneb Rumburak králem Říše pohádek (Arabela se întoarce, serial TV)
- 2007 Chetnické humoresky (serial TV) – episodul 27 (Majland) – rol: Květa Menšíková (sora lui Menšíkové – Jiřiny Bohdalová)
- 2012 Život je ples (serial TV) – rol: Líza Lupačová
- 2012 Gympl s (r)učením omezeným (serie TV) – rol: babi Chmelíková
- 2014 Madame (serial TV)

## Roluri radio
- 1991 – Lenka Procházková⁠(d)ː Patru soții ale lui Alexandru cel Mare. Distribuție: Alexandru de Macedonia (Oldřich Vízner), Olympia, mama sa (Květa Fialová), Aristotel (Ilja Racek), Kleitos, adjutantul lui Alexandru (Václav Knop), Néfastión, adjutantul lui Alexandru (Ivan Gübel), Parmenion, generalul (Antonín Molčík), reporter (Josef Somr), Dareios, Marele Rege al Persiei (Vladimír Brabec), bunica, mama sa (Stella Zázvorková), Stateira, soția sa (Jana Štěpánková), Roxana, fiica sa (Dana Batulková) etc. Regia: Ivan Chrz
- 2006 George Tabori : Matčina Couráž, Radio Ceh, traducere: Petr Štědroň, muzică: Marko Ivanovič⁠(d), dramaturgie: Martin Velíšek, regia Aleš Vrzák . Persoane și distribuție: fiu (Jiří Ornest⁠(d)), mama (Květa Fialová), Kelemen (Jiří Lábus), Usoplenec (David Novotný⁠(d)), ofițer german (Jaromír Dulava), primul polițist (Stanislav Zindulka), al doilea polițist (Antonín Molčík), unchiul Julius (Miloš Hlavica), Marta (Růžena Merunková), amantă + voce (Vojtěch Hájek), amantă + voce (Michal Zelenka), voci (Petra Jungmanová, Zdeněk Hess și Otmar Brancuzský ), soția îngrijitorului + voce (Bohumová) + cânt (Michael Dushinsky). Piesa a fost nominalizată în competiția Prix Bohemia Radio 2006 la categoria „Producție radio pentru un public adult”. [21]